# Política externa do governo Hugo Chávez
A política externa do Governo Hugo Chávez refere-se à política estrangeira adotada pela Venezuela durante o governo de Hugo Chávez com relação aos demais países. A política externa de Chávez pode ser dividida no concernente às relações entre Estados Unidos e Venezuela e no concernente à relação da Venezuela com outros países do globo, particularmente com os vizinhos latino-americanos e países de outros continentes. Sob muitos aspectos, as políticas do governo Chávez são vistas como um rompimento com os governos anteriores. 

## Política externa

### Integração latino-americana

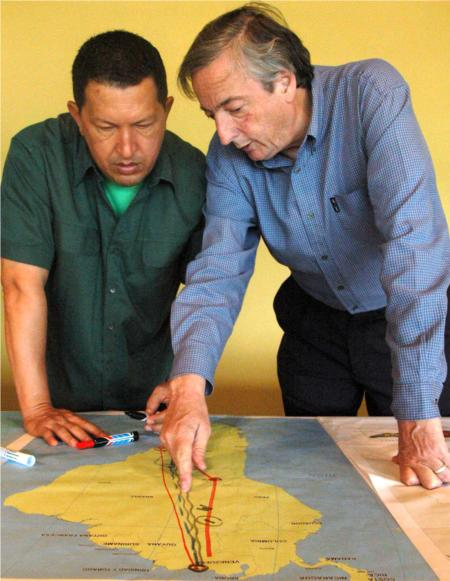
Hugo Chávez (à esquerda) e o Presidente argentino Néstor Kirchner (à direita) discutem o trajeto do Grande Gasoduto do Sul, 2005.

Hugo Chávez foi responsável por rever a política externa venezuelana sobre a integração social e econômica da América Latina através de acordos de livre comércio e aproximação das relações bilaterais entre os países do subcontinente. Chávez afirmou, certa vez, que a Venezuela possuía "uma forte 'carta' de reserva petrolífera para 'jogar' no cenário mundial". Neste mesmo discurso, afirmou que iria esforçar-se por suplantar a política internacional dos Estados Unidos.

Chávez fez da integração latino-americano o carro-chefe de seu governo. A Venezuela passou a cooperar fortemente com os países vizinhos após a Cúpula das Américas de 1997 em diversas áreas, como integração energética e cooperação diplomática, e liderou a decisão da Organização dos Estados Americanos de adotar a Convenção Interamericana contra Corrupção, também sendo o primeiro chefe de Estado a ratificá-la em 1997. Durante o governo Chávez, a Venezuela também passou a cooperar nas ações humanitárias das Nações Unidas para o Haiti. 
A Venezuela passou a integrar oficial o Mercado Comum do Sul em 31 de julho de 2012, expandindo seu envolvimento geopolítico nos projetos de integração do hemisfério. O governo venezuelano defende o fim do embargo norte-americano a Cuba e o estabelecimento de um governo "multipolar" baseado nos laços econômicos entre os países em desenvolvimento. Exemplos desta priorização foram as iniciativas de cooperação regional fundadas pelo governo venezuelano ao longo da década de 2000, como a Petrocaribe, Petrosur e a TeleSUR. As relações bilaterais venezuelanas também desempenharam um papel ímpar durante o governo Chávez, levando ao aumento significativo das taxas de comércio com Brasil, Argentina, Cuba e Colômbia, entre outros. 
Para a maioria dos líderes latino-americanos, principalmente os que compartilhavam de sua filosofia revolucionária socialista (entre os quais Evo Morales, Daniel Ortega e Raúl Castro), Hugo Chávez era um líder visionário capaz de promover as mudanças necessárias na região para o empoderamento dos países em desenvolvimento.

### Oposição à globalização
Durante Cimeira Mundial de 2005, em 15 de setembro, Chávez criticou e denunciou o que ele considerava um modelo neoliberal de globalização, promulgado pelo Consenso de Washington, como "fraudulento e malicioso". Referindo-se aos projetos norte-americanos da Área de Livre Comércio das Américas, o CAFTA-RD e ao Tratado Norte-Americano de Livre Comércio, Chávez afirmou:
| “ | As políticas de mercado aberto foram e continuam sendo a causa fundamental dos grandes males e das grandes tragédias sofridas atualmente pelo Terceiro Mundo. | ” |

Chávez também criticou o status quo mundial como "uma ameaça mortal à humanidade", exigindo novas medidas a serem tomadas com a finalidade de alcançar os Objetivos de Desenvolvimento do Milênio. O presidente venezuelano também afirmou que tanto o aquecimento global como o Pico do petróleo seriam fatores ameaçadores ao bem-estar mundial no futuro. Seu discurso acabou por ser aplaudido pelas delegações estrangeiras. Na mesma visita oficial, Chávez visitou o Bronx, em Nova Iorque, onde discursou em uma igreja a favor do que chamou de "alma do povo dos Estados Unidos". Contudo, semanas depois em seu programa semanal Aló Presidente, Chávez alegou que as catástrofes naturais em ocorrência no mundo à época seriam a "resposta da Mãe Natureza ao modelo capitalista".

### Conselho de Segurança das Nações Unidas
Em agosto de 2006, a Venezuela candidatou-se a uma vaga de Membro não-permanente do Conselho de Segurança das Nações Unidas. A Venezuela foi apoiada por União Africana, Liga Árabe e Rússia; enquanto a Guatemala contou com o apoio dos Estados Unidos. Sobre o apoio da Liga Árabe à Venezuela, um porta-voz de relações externas teria afirmado: "A Venezuela apoiará nossas ideais contra a guerra e a intervensão de países estrangeiros". Ao fim da disputa, o país candidato foi o Panamá.

## Relações bilaterais

### Américas

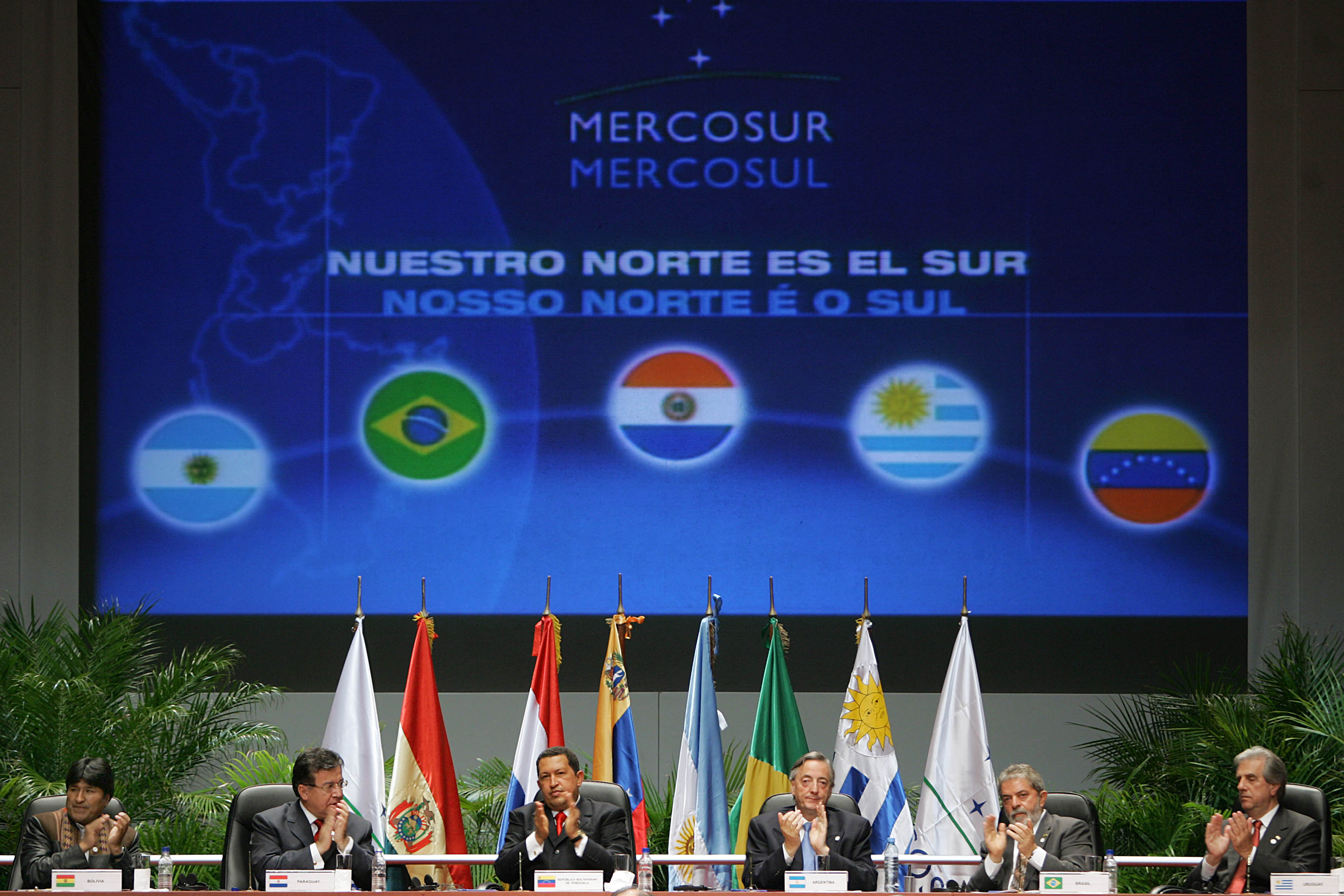
Cerimônia de adesão da Venezuela ao Mercosul, em 2006. Da esquerda para a direita: Evo Morales, Nicanor Duarte, Hugo Chávez, Néstor Kirchner e Luiz Inácio Lula da Silva.

#### Brasil
Desde o governo de Hugo Chávez, Brasil e Venezuela têm cooperado arduamente na ampliação de projetos regionais. Ambos Venezuela e Brasil foram os pioneiros em liderar uma iniciativa com relação ao Banco do Sul (BancoSur), uma instituição financeira regional que albergaria uma parte das reservas dos países, em resposta ao Fundo Monetário Internacional, assim como sua insistência em suspender programas sociais e de infraestrutura como condições para seus empréstimos. Outras nações da região também apoiaram o projeto, especialmente Bolívia, Equador, Colômbia, Paraguai e Uruguai. 